# Thundercade
Thundercade, anche conosciuto come Twin Formation o 特殊部隊UAG (Tokushu Butai U.A.G.?, "Special Forces U.A.G. (Un-Attached Grenadier)), è un videogioco sparatutto sviluppato dalla SETA e inizialmente pubblicato come arcade nel 1987. Una versione per il Nintendo Entertainment System (NES) venne pubblicata nel 1989.
Il manuale della versione per NES ne descrive la storia, portando i giocatori all'interno dell'Operation Thundercade, un'operazione delle forze speciali per combattere la minaccia nucleare dell'Atomic Age Terrorist Organization of Miracali (AATOM).

## Modalità di gioco
Il gioco è uno sparatutto a scorrimento verticale. I giocatori controllano delle motociclette equipaggiate con dei cannoni come sidecar e supportati da un bombardiere "B-7". Ci sono quattro livelli nel gioco: una città senza nome, la base militare dei terroristi, le regioni boscose e la fortezza contenente la centrale nucleare. Tra i boss ci sono un sottomarino e altri nemici che occupano gran parte dello schermo.

### Precisazioni
1. ↑  Il riferimento alla sigla "B-7" non risulta avere nessi storici, in quanto con questa sigla è stato utilizzato unicamente il Douglas Y1B-7 dei primi anni trenta, la cui sagoma non ha corrispondenza con il velivolo che compare nel gioco

### Fonti
1. 1 2  (FR) Thundercade, su Gamekult. URL consultato il 20 maggio 2017.
2. 1 2  (EN) Thundercade for NES (1989), su MobyGames. URL consultato il 20 maggio 2017.
3. 1 2  (EN) Thundercade, su AllGame. URL consultato il 20 maggio 2017 (archiviato dall'url originale il 16 novembre 2014).